# Lo Blanc (Indre)
Lo Blanc (nom occità; Le Blanc en francès) és una comuna francesa, situada al departament de l'Indre i a la regió de Centre-Vall del Loira. El 2018 tenia 6.319 habitants.